# Turtleford (circonscription saskatchewanaise)
Pour les articles homonymes, voir Turtleford.
Circonscription électorale provinciale du Canada
Turtleford est une ancienne circonscription électorale provinciale de la Saskatchewan au Canada. Elle est représentée à l'Assemblée législative de la Saskatchewan de 1917 à 1995.

## Géographie
La circonscription était centrée autour de la ville Turtleford. Le territoire de la circonscription est maintenant représenté par Cut Knife-Turtleford et Rosthern-Shellbrook.

## Liste des députés
| Parlement                                                              | Années                                                           | Député                                                           | Député                                                           | Parti                                                            |
| Turtleford                                                             | Turtleford                                                       | Turtleford                                                       | Turtleford                                                       | Turtleford                                                       |
| Nouvelle circonscription issue de Battleford et North Battleford       | Nouvelle circonscription issue de Battleford et North Battleford | Nouvelle circonscription issue de Battleford et North Battleford | Nouvelle circonscription issue de Battleford et North Battleford | Nouvelle circonscription issue de Battleford et North Battleford |
| ---------------------------------------------------------------------- | ---------------------------------------------------------------- | ---------------------------------------------------------------- | ---------------------------------------------------------------- | ---------------------------------------------------------------- |
| 4e                                                                     | 1917–1921                                                        |                                                                  | Archibald Gemmell                                                | Libéral                                                          |
| 5e                                                                     | 1921–1925                                                        |                                                                  | Archibald Gemmell                                                | Libéral                                                          |
| 6e                                                                     | 1925–1929                                                        |                                                                  | Archibald Gemmell                                                | Libéral                                                          |
| 7e                                                                     | 1929–1934                                                        | Charles Arthur Ayre (en)                                         |                                                                  | Libéral                                                          |
| 8e                                                                     | 1934–1938                                                        | Charles Arthur Ayre (en)                                         |                                                                  | Libéral                                                          |
| 9e                                                                     | 1938–1944                                                        | William Franklin Kerr (en)                                       |                                                                  | Libéral                                                          |
| 10e                                                                    | 1944–1948                                                        |                                                                  | Bob Wooff                                                        | CCF                                                              |
| 11e                                                                    | 1948–1952                                                        |                                                                  | Leo Trippe                                                       | Libéral                                                          |
| 12e                                                                    | 1952–1956                                                        |                                                                  | Bob Wooff (2)                                                    | CCF                                                              |
| 13e                                                                    | 1956–1960                                                        |                                                                  | Frank Foley                                                      | Libéral                                                          |
| 14e                                                                    | 1960–1961                                                        |                                                                  | Bob Wooff (3)                                                    | CCF                                                              |
| 14e                                                                    | 1961-1964                                                        |                                                                  | Frank Foley (2)                                                  | Libéral                                                          |
| 15e                                                                    | 1964–1967                                                        |                                                                  | Bob Wooff (4)                                                    | Néo-démocrate                                                    |
| 16e                                                                    | 1967–1971                                                        |                                                                  | Bob Wooff (4)                                                    | Néo-démocrate                                                    |
| 17e                                                                    | 1971–1975                                                        | Michael Feduniak (en)                                            |                                                                  | Néo-démocrate                                                    |
| 18e                                                                    | 1975–1978                                                        | Lloyd Emmett Johnson (en)                                        |                                                                  | Néo-démocrate                                                    |
| 19e                                                                    | 1978–1982                                                        | Lloyd Emmett Johnson (en)                                        |                                                                  | Néo-démocrate                                                    |
| 20e                                                                    | 1982–1986                                                        |                                                                  | Colin Maxwell (en)                                               | Progressiste-conservateur                                        |
| 21e                                                                    | 1986–1991                                                        |                                                                  | Colin Maxwell (en)                                               | Progressiste-conservateur                                        |
| 22e                                                                    | 1991–1995                                                        |                                                                  | Lloyd Emmett Johnson (en) (2)                                    | Néo-démocrate                                                    |
| Circonscription fusionnée à Cut Knife pour former Battleford-Cut Knife |                                                                  |                                                                  |                                                                  |                                                                  |